# Binäremulation
Binäremulation ermöglicht das Ausführen von native binaries, also ausführbaren Programmen in Form von Maschinencode, die eigentlich für ein anderes Betriebssystem geschrieben worden sind.
Meistens handelt es sich dabei um keine wirkliche Emulation im eigentlichen Sinne, sondern nur um eine Nachbildung der Systemaufrufe des emulierten Systems. Der Maschinencode läuft jedoch auf demselben Prozessor. Um fremde Programme tatsächlich lauffähig werden zu lassen, müssen außerdem die benötigten Laufzeitbibliotheken des jeweiligen Systems zur Verfügung stehen.
Im freien Betriebssystem NetBSD gibt es zum Beispiel eine Linux-Emulation, die Linux-Programme unter NetBSD lauffähig macht, falls sie für dieselbe Prozessorarchitektur übersetzt worden sind.
Ein weiteres Beispiel hierfür sind Branded Zones in Solaris.